# Campo de concentración de Falstad

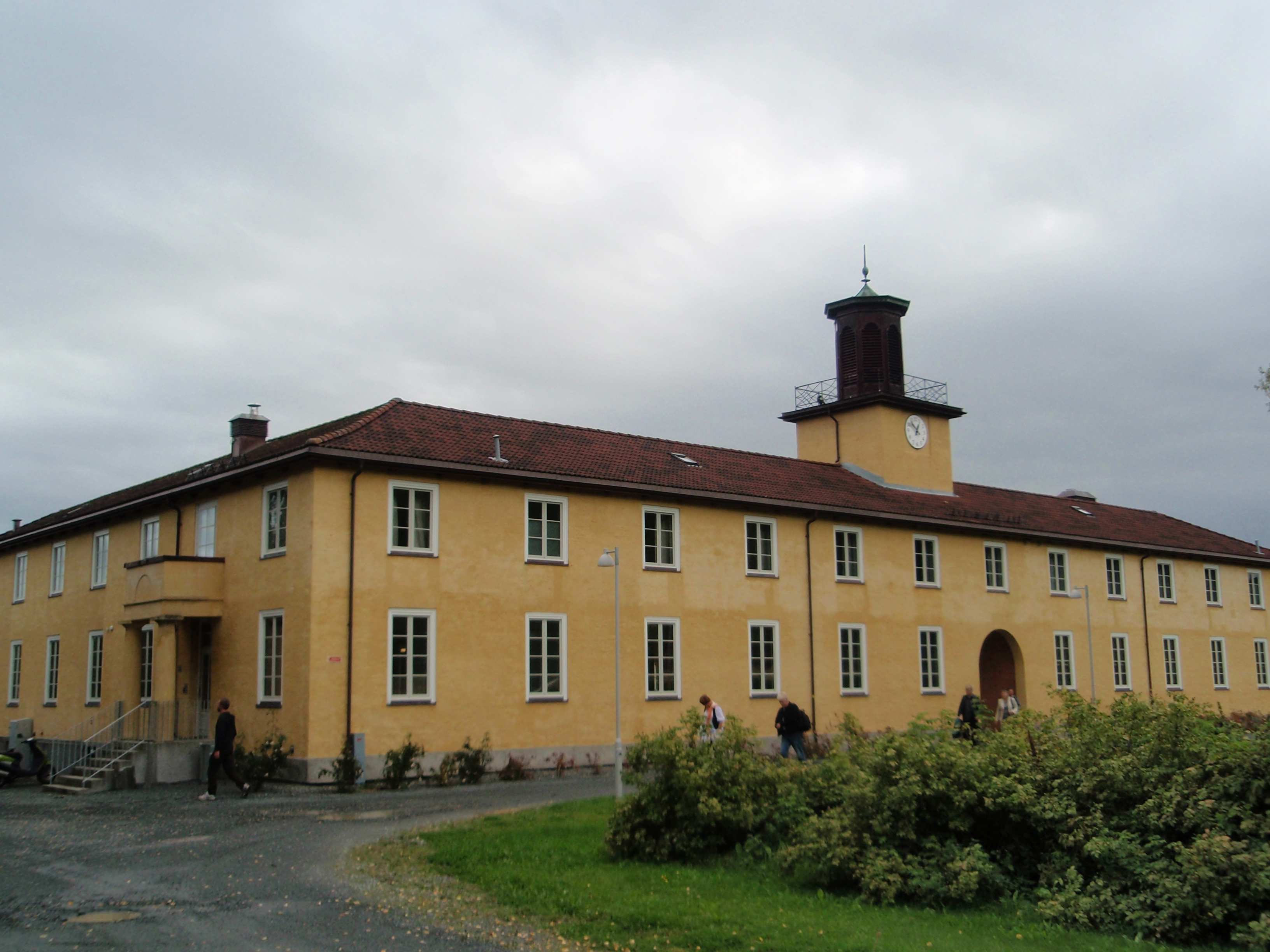
Edificio principal del complejo de Falstad.

El campo de concentración de Falstad fue una prisión en Ekne, cerca de Levanger, Noruega, utilizada principalmente para albergar a prisioneros políticos de los territorios ocupados por los nazis.

## Escuela-internado de Falstad
La escuela-internado para muchachos en Falstad fue fundada como parte del movimiento en Europa en general y en Noruega en particular, de reforma del sistema penal, especialmente, para los niños. El director de la prisión, Anders Daae, tomó la iniciativa al fundar una institución privada en Trøndelag, para ser copiada de escuelas similares en Europa. Recaudó fondos principalmente de la Trondhjems Brændevinssamlag (Cooperativa de licor de Trondheim) y del Trondhjems Sparebank (Caja de ahorros de Trondheim) y adquirió la hacienda conocida como Nedre Falstad por 80.000 coronas noruegas en 1895, incluyendo los edificios. Fue explícitamente fundado para servir las necesidades de los "perdidos" más que de la juventud criminal, a través de la educación, el trabajo y un "espíritu cristiano".
El edificio principal se quemó el mismo año que la institución fue fundado. Se construyeron nuevos edificios y, en 1910, el gobierno noruego tomó el control de las operaciones de la escuela. En 1921, los edificios se quemaron nuevamente y los edificios nuevos que fueron construidos se basaron en los diseños de prisiones del siglo XIX, con un patio en el centro de un edificio rectangular.

## Uso como prisión

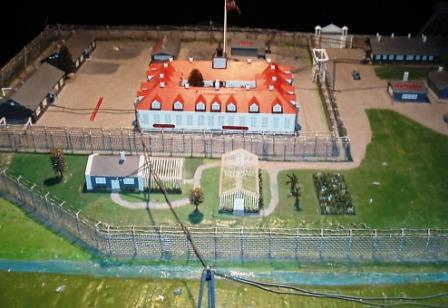
Modelo a escala del campo de Falstad.

Las autoridades alemanas nazis visitaron por primera vez Falstad en agosto de 1941, con la esperanza de convertirla en un centro para el programa Lebensborn en Noruega, pero encontraron que no era adecuada para este uso; sin embargo, decidieron rápidamente darle uso como campo de prisión en septiembre de 1941. Los habitantes de Ekne fueron puestos bajo severas restricciones y los primeros prisioneros (unos 170 daneses se habían ofrecido como voluntarios y, luego, renegaron haber formado parte de la Organización Todt). Los reclusos daneses pasaron tres meses en el campo, usando el tiempo para empezar la construcción de la cerca de alambre de púas y las torres de vigilancia.